# Isla Al Maqlab
Isla Al Maqlab (también escrito como Jazirat al Maqlab o bien llamada Isla del Telegráfo) es una isla que está situada a una milla de la costa de la península de Musandam, que forma parte del sultanato de Omán. En el siglo XIX, fue el sitio donde se ubicó una estación repetidora británica utilizada para impulsar mensajes telegráficos a lo largo del cable submarino del Golfo Pérsico, que fue parte del cable telegráfico que iba de Londres a Karachi.
Abandonada a mediados de los años 1870, la isla ha permanecido desierta y solo quedan las ruinas de la estación repetidora y los cuartos de los operadores.